# Бенидорм
Бенидорм (на испански: Benidorm) е град в Испания, принадлежащ към автономна област Валенсия и провинция Аликанте. Разположен е на Средиземно море и има население 67 558 души (2018 г.).
Градът е един от най-големите туристически центрове в Испания и Европа. Само на няколко километра се намира и най-големият универсален парк по южното испанско крайбрежие Тера Митика (на испански: Terra Mitica). Известен е и с голямата си арена за кориди.